# Grace Coolidge
Anna Grace Goodhue Coolidge (Burlington, 3 de enero de 1879-Plymouth, 8 de julio de 1957) fue la esposa del presidente Calvin Coolidge y primera dama de los Estados Unidos de 1923 a 1929.

## Infancia y educación
Nacida en Burlington en 1879, era la única hija del matrimonio compuesto por Andrew Issaclar Goodhue, ingeniero mecánico e inspector de barcos de vapor, y Lemira Goodhue Barrett. Grace se graduó en la Universidad de Vermont en 1902, donde fue miembro fundadora de la hermandad universitaria (Pi Beta Phi). Luego estudió como instructora en la lectura de labios, en la Escuelas Clarke para Audición y Lenguaje de Northampton (Massachusetts).

## Noviazgo
La primera vez que Grace Goodhue vio a su futuro marido Calvin Coolidge, fue en 1903, mientras regaba las flores de la Escuela Clarke. Grace pasaba y miró hacia la ventana abierta de la casa de un hombre llamado Robert N. Weir, donde estaba Calvin en ropa interior y con un sombrero afeitándose frente a un espejo, en cuanto Grace lo vio se echó a reír; al poco tiempo los dos se sintieron atraídos el uno por el otro y comenzaron a salir.
En el verano de 1905, Calvin Coolidge le propuso matrimonio a Grace en forma de ultimátum, donde le dijo: "Me voy a casar contigo". Grace consintió en contraer matrimonio pero su madre Lemira Goodhue se opuso e hizo todo lo posible para posponer la boda. Más tarde, Lemira insistió en que Grace había sido en gran parte responsable del éxito político de Calvin Coolidge. Él nunca se llegó a reconciliar con su suegra por todo ello.

## Matrimonio e hijos

### Matrimonio

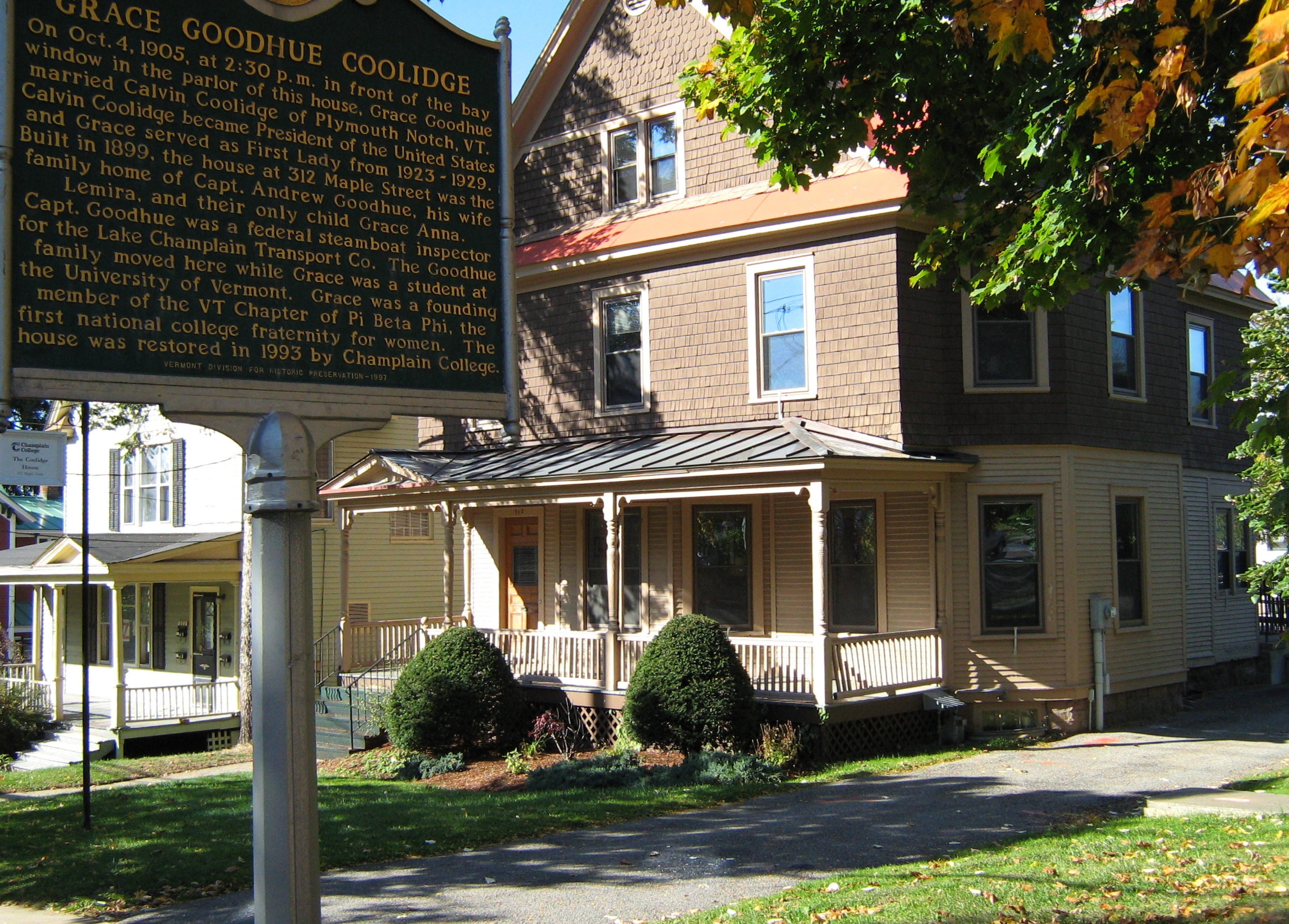
La casa de la familia Goodhue en la que Calvin Coolidge se casó con Grace Goodhue. El edificio es ahora propiedad de la Champlain College y es conocida actualmente como Coolidge House.

El  4 de octubre de 1905, Grace, con 26 años de edad, se casó con Calvin Coolidge, de 33 años. La ceremonia se celebró en casa de los padres de Grace en 312 Maple Street de Burlington; la boda fue pequeña, a la que asistieron solo 15 invitados, y fue oficiada por el reverendo Edward A. Hungerford. Después el matrimonio Coolidge, planeó una luna de miel de dos semanas en Montreal (Canadá) pero debido a sugerencias de Calvin Coolidge se redujeron a una semana y en cuanto llegaron establecieron su residencia familiar en un dúplex en Northampton (Massachusetts).
En política Grace se declaraba de ideología demócrata, pero finalmente acabó aprobando el partido de su marido. Calvin Coolidge, comenzó ascendiendo en la política siendo entre 1914-1915 presidente del Senado Estatal de Massachusetts, y entre 1916-1919 Teniente Gobernador de Massachusetts, hasta que en 1919 Coolidge fue nombrado gobernador de Massachusetts, la familia Coolidge alquiló una habitación en Boston para residir durante la mitad de la semana y los fines de semana volvían a Northampton. El 6 de enero de 1921, Calvin Coolidge, dejó de ser el gobernador de Massachusetts y el 4 de marzo, fue nombrado vicepresidente de los Estados Unidos en la administración del presidente Warren G. Harding y Grace pasó a ser la Segunda Dama de Estados Unidos, donde tuvieron que trasladar su residencia a la del vicepresidente en Number One Observatory Circle, en el Observatorio Naval de los Estados Unidos, en Washington D. C., y como segunda dama se convirtió rápidamente en la mujer más popular de la sociedad de la capital estadounidense.

### Hijos
Grace y su marido Calvin Coolidge tuvieron dos hijos:
El primero fue John Coolidge (Northampton (Massachusetts), 7 de septiembre de 1906-Lebanon (Nuevo Hampshire), 31 de mayo de 2000) que fue un ejecutivo de la New York, New Haven and Hartford Railway y el fundador de la Cheese Plymouth Corporation, casado con Florencia Trumbull y tuvo dos hijos.
El segundo hijo que tuvo el matrimonio Coolidge fue Calvin Coolidge, Jr. (Northampton (Massachusetts), 13 de abril de 1908-¿?, 7 de julio de 1924) fue alumno de la Academia Mercersburg en la que no llegó a graduarse debido a su fallecimiento en 1924 a los 15 años, causado tras un partido de tenis que jugó con su hermano John, y al ir con las zapatillas de tenis sin calcetines desarrolló una ampolla en su pie derecho que se infectó hasta causarle envenenamiento de la sangre. Su muerte provocó una depresión de por vida a su padre Calvin Coolidge.

## Primera dama

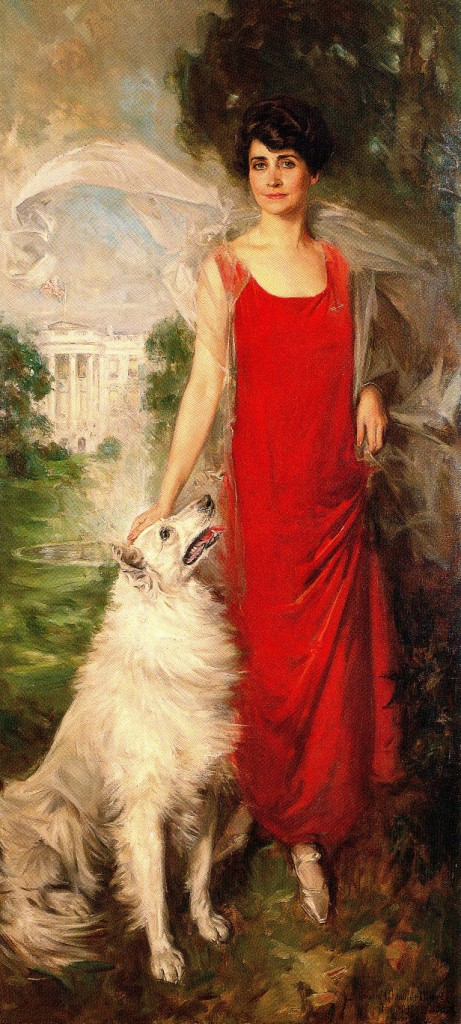
Retrato de Grace Coolidge en la Casa Blanca, situado en la sala China Room.

Posteriormente, tras la muerte del presidente Warren G. Harding, el 2 de agosto de 1923, Calvin Coolidge fue nombrado nuevo presidente de los Estados Unidos, Grace sustituyó a Florence Harding convirtiéndose en la nueva primera dama de Estados Unidos y se trasladó a la Casa Blanca, residencia oficial de la primera familia de Estados Unidos.
Grace como primera dama, se convirtió en una de las anfitrionas más populares en Estados Unidos, planeó la vida social de la nueva administración queriendo que su marido fuese modesto pero digno. Ella trabajó duro, mantuvo las apariencias, participó en todas las actividades que se organizaban durante la presidencia de su marido y los Coolidge eran un matrimonio muy devoto que asistían diariamente a la iglesia. El presidente Coolidge nunca discutía de asuntos de Estado con Grace, incluso ella se enteró solo al anunciarlo la prensa, que su marido no se presentaba a las elecciones presidenciales de Estados Unidos de 1928, dejando la presidencia y el lugar a la nueva primera familia, los Hoover, a partir del 4 de marzo de 1929.

### Reconocimientos
Grace Coolidge, recibió una medalla de oro del Instituto Nacional de Ciencias Sociales.
También en 1931 fue elegida una de las mujeres estadounidenses vivas más grandes.

## Vida posterior
Tras la salida de los Coolidge de la Casa Blanca, para mayor privacidad se compraron una casa grande con amplios terrenos en "Las Hayas", Northampton (Massachusetts).
Calvin Coolidge, resumió su matrimonio con Grace en su autobiografía: "Durante casi un cuarto de siglo se ha dado con mis debilidades y me he alegrado de sus gracias." El 5 de enero de 1933, su marido Calvin Coolidge murió en la casa de Las Hayas y fue enterrado en Plymouth (Vermont). Después de su muerte, Grace vendió Las Hayas y compró una casa más pequeña.
Posteriormente, Grace continuó trabajando en favor de las personas sordas, y durante la Segunda Guerra Mundial trabajó en la Cruz Roja, en Defensa Civil y en las unidades de desecho, y fue miembro de la Escuela Clarke de Audición y Lenguaje en la que había estudiado.
Con el tiempo también llevó a cabo nuevos proyectos, como su viaje en avión hacia Europa, y mantuvo su aversión a la publicidad y su sentido de la diversión hasta su muerte el 8 de julio de 1957, siendo enterrada junto a su marido en Northampton (Massachusetts).